# Gustaf Alfred Johansson

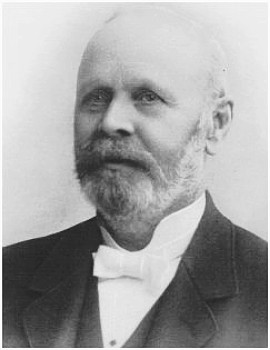
Gustaf Alfred Johansson.

Gustaf Alfred Johansson, född 30 december 1833 i Normlösa socken, Östergötland, död 24 juni 1916 i Hedvig Eleonora församling i Stockholm, var en svensk byggmästare.

## Biografi

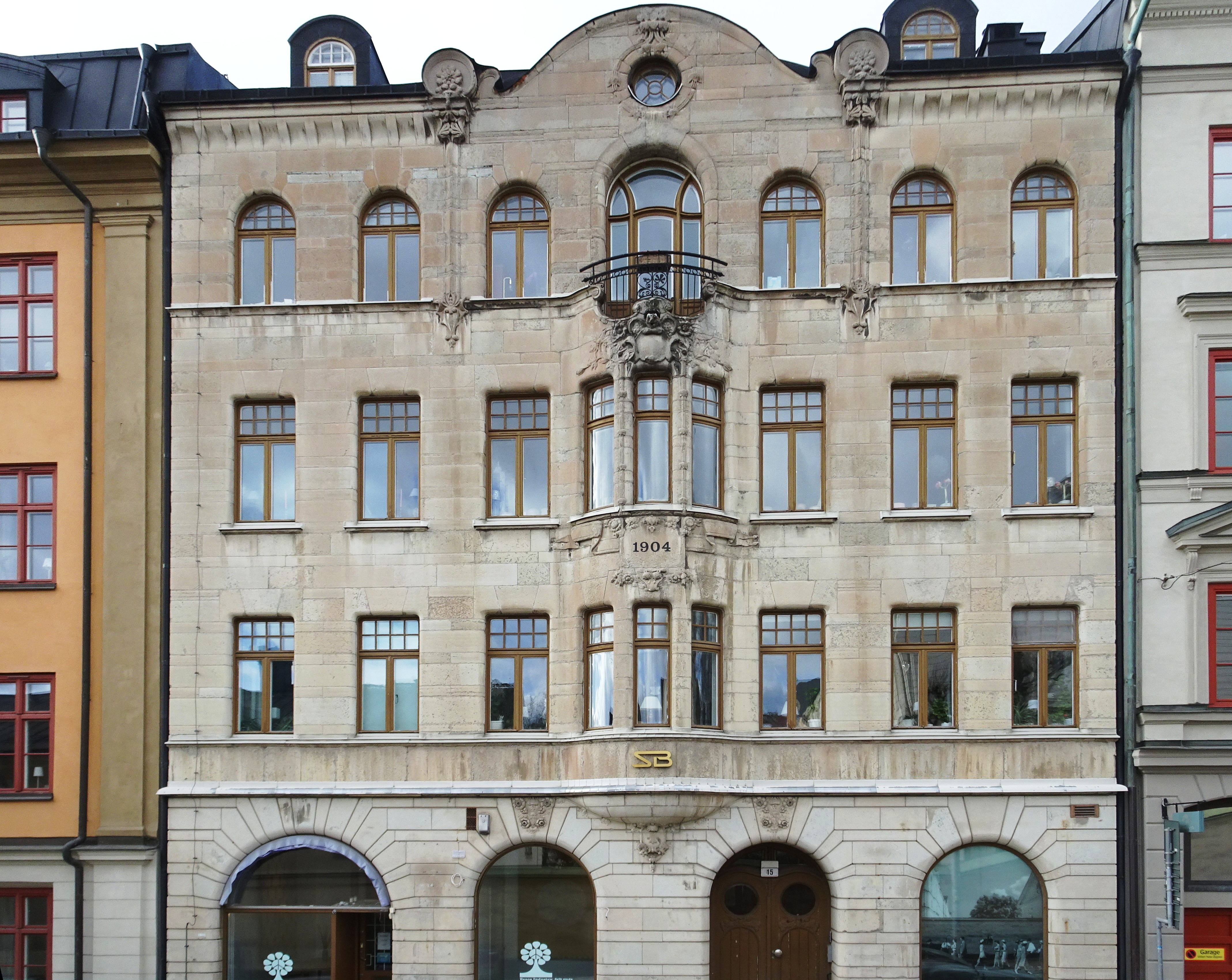
Järnlodet 15, Sibyllegatan 15, den egna fastigheten och bostaden uppförd 1904.

Johansson var son till torparen Johan Peter Andersson och Inga Jonsdotter på Govlösa rusthåll som nummer fem i en barnaskara på åtta. 1854 fotvandrade han och en av hans bröder till Stockholm, där de tog plats som ladugårdskarlar. Gustaf Alfred Johansson kom att verka som byggmästare i Stockholm från 1874 till 1902. Tillsammans med byggmästare N.M. Hammarlund bilade han entreprenadfirman Johansson & Hammarlund som uppförde flera byggnader i Stockholm, bland annat 1875 Villa Lusthusporten, på Djurgården och 1882 Ädelman större 7, 8, 9 vid Strandvägen 23-27. 1893–1896 var Johansson tillsammans med byggmästare A.E. Magnusson ansvarig för om- och tillbyggnad av Konstakademiens hus vid Rödbotorget. Han var mästare nr 189 i Murmästareämbetet i Stockholm.

## Familj
Gustaf Alfred Johanssons första hustru, Inga Brita ”Betty” Lennartsdotter, födde åtta barn: Gustaf Alfred, Bror Elof, Lydia Elisabeth, Anna, Thérese, Thyra Vilhelmina, Bertha Amalia och Jacob Vilhelm. Han gifte om sig 1908 med Lisen Hultquist (1871–1949). De fick sonen Gösta Toll Hultquist och dottern Ingrid Lisen (1912–1988), gift Kjell. Gustaf Alfred Johansson avled 1916 i sin våning på Sibyllegatan 15 i Stockholm, den fastigheten som han byggd och ägt sedan 1904. Johansson fann sin sista vila på Norra begravningsplatsen där han gravsattes den 30 juni 1916 i familjegraven.

## Byggnadsverk (urval)
Urval av Johanssons byggnader:
I kronologisk ordning.

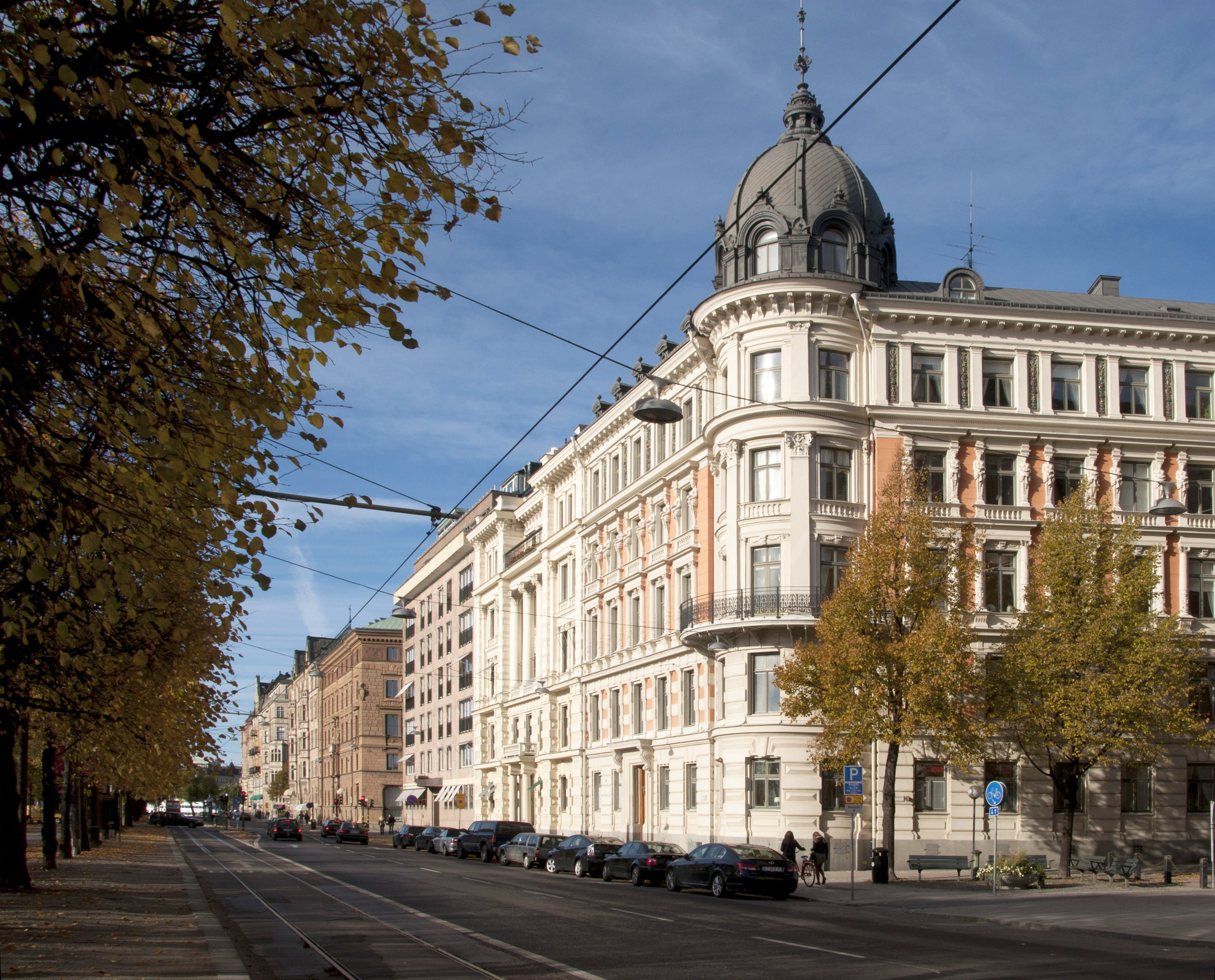
Strandvägen 23-27 i kvarteret Ädelman större. Nummer 23 är rivet, men nummer 25 och 27 är bevarade.

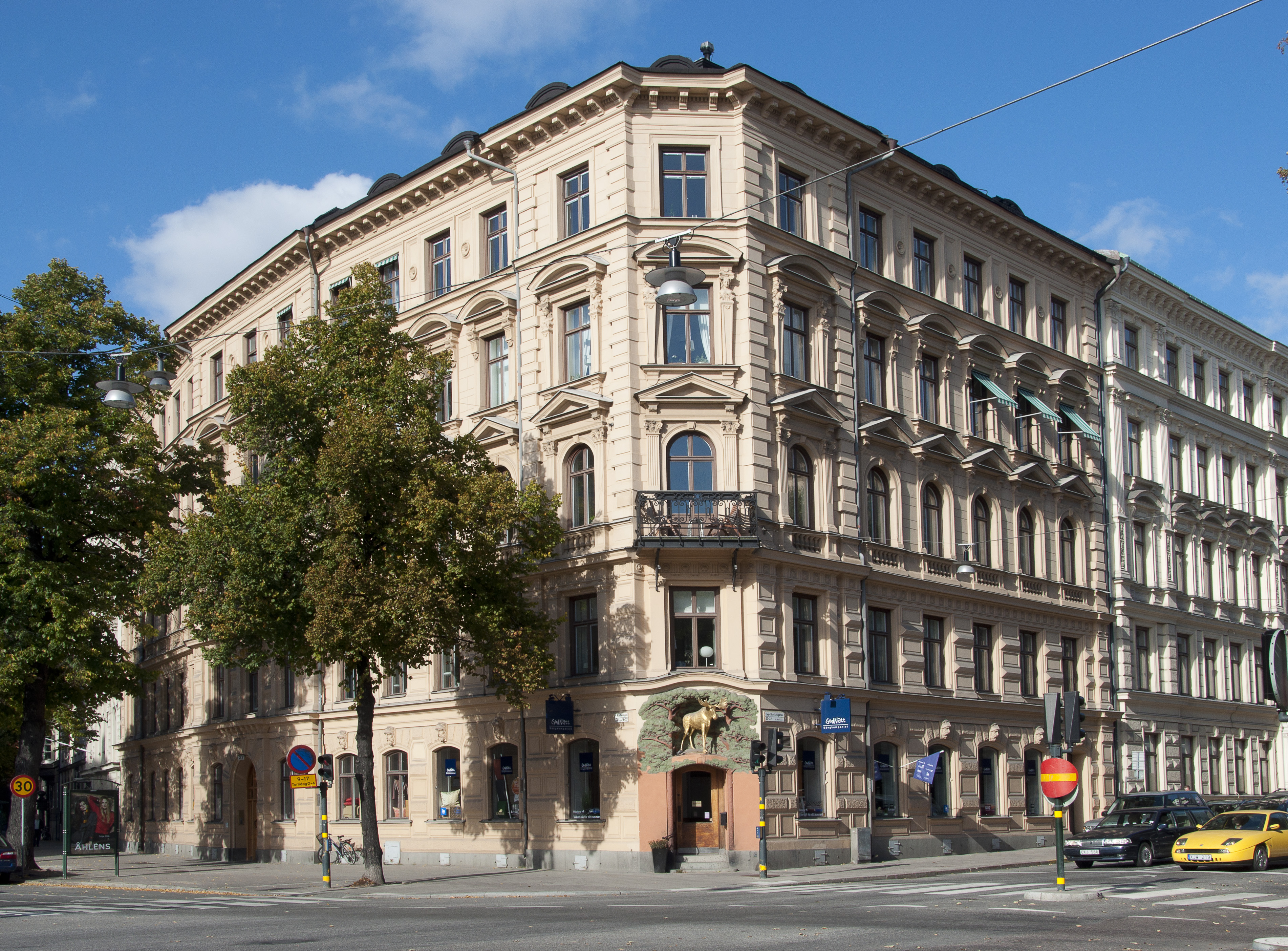
Karlavägen 27.

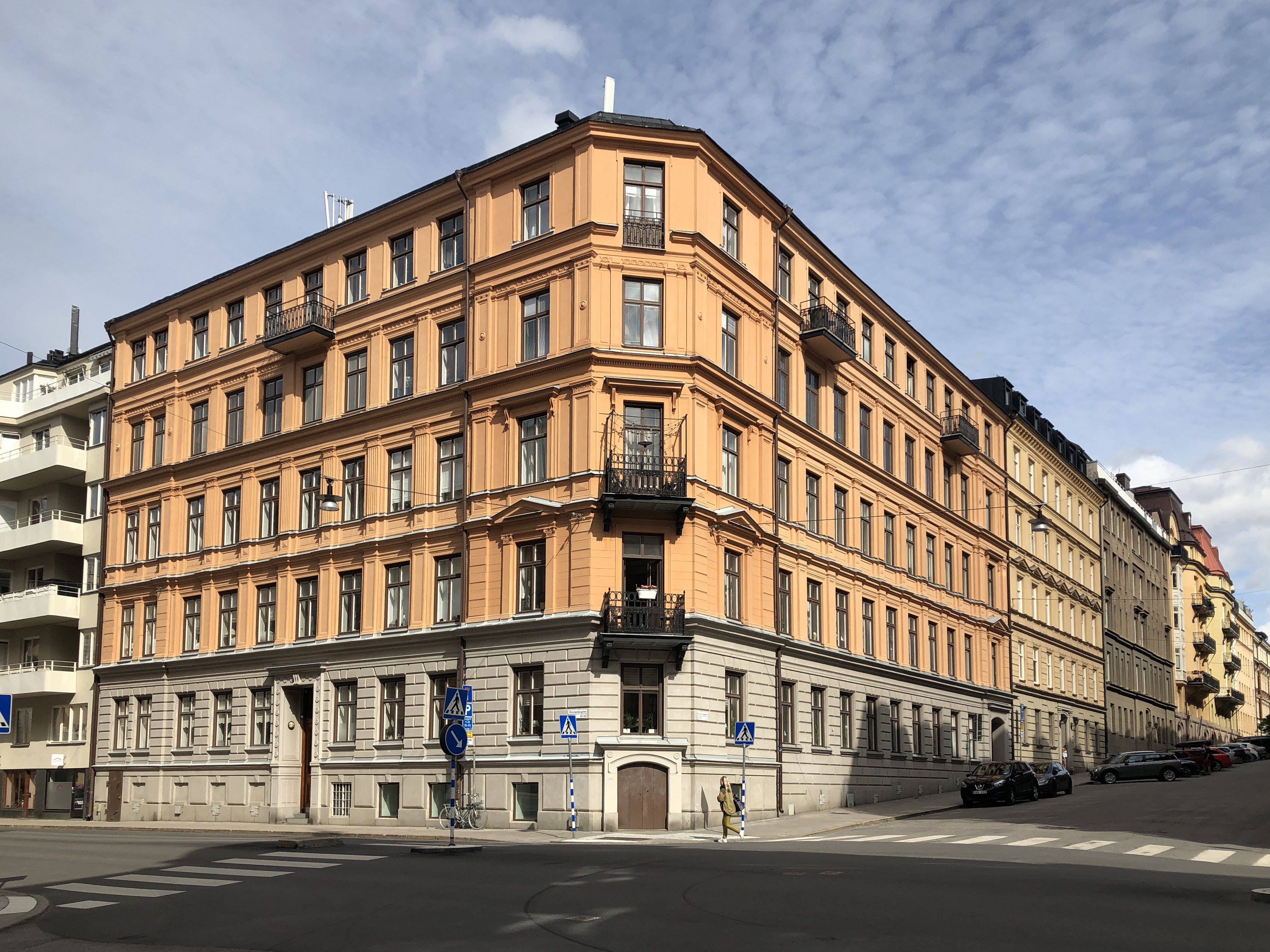
Renen 17

- Drottningatan 46, kv. Skansen 10 (1876)
- Humlegårdsgatan 12, kv. Skvalbärget 21 (1877)
- Oxtorgsgatan 8,  kv. Järnplåten 10 (1879)
- Nybrogatan 33, kv. Guldfisken 3 (1878)
- S:t Paulskyrkan, Mariatorget 10 / Adolf Fredriks torg, kv. Rosendal mindre 6  (1879)
- Nybrogatan 47, kv. Rudan större 22 (1879)
- Grev Turegatan 67, kv. Renen 17 (1879)   GrevTuregatan 69, kv. Renen 16 (1880)
- Sturegatan 20, kv. Humlegården 46 (1880)
- Linnégatan 16, kv. Repslagaren 22 (1880)
- Linnégatan 18, kv. Replsagaren 24 (1880)
- Nybrogatan 50, kv. Rudan mindre 10 (1880)
- Brahegatan 8, kv. Skvalbärget 27 (1880)
- Brahegatan 10, kv. Skvalbärget 28  (1880)
- Brahegatan 20, kv. Hedenbocken mindre 14  (1881)
- Karlavägen 27, kv. Rådjuret 6  (1881)
- Riddargatan 17, kv. Havssvalget 20 (1882)
- Strandvägen 23-27, samtliga hus i kv. Ädelman större (1883) (nummer 23 är rivet)
- Agnegatan 4, kv.Valnöten 3 (1883)
- Pipersgatan 8, kv. Bergsklippan större 7  (1884)
- Norra Blasieholmshamnen 5, kv. Blasieholmen 40 (1884)
- Södermannagatan 9, kv. Soldaten 7 (1885)
- Hamngatan 6, kv. Skravvedbärget mindre 9 (1885)
- Svea Livgardets kasern (1888)
- Sibyllegatan 15, kv. Järnlodet 15 (1901-1904)
- Drottninggatan 77, kv. Rörstrand 2 (1904-1908)
- Tyrgatan 10, Trädlärkan 5 (1910-1912)
- Odengatan 3, Tofslärkan 2 (1912–1914)